# Brain-sur-Longuenée
Brain-sur-Longuenée és un municipi francès situat al departament de Maine i Loira i a la regió de País del Loira. L'any 2007 tenia 950 habitants.

## Demografia

### Població
El 2007 la població de fet de Brain-sur-Longuenée era de 950 persones. Hi havia 324 famílies de les quals 66 eren unipersonals (23 homes vivint sols i 43 dones vivint soles), 78 parelles sense fills, 172 parelles amb fills i 8 famílies monoparentals amb fills.
La població ha evolucionat segons el següent gràfic:
Habitants censats

### Habitatges
El 2007 hi havia 354 habitatges, 328 eren l'habitatge principal de la família, 8 eren segones residències i 18 estaven desocupats. 341 eren cases i 14 eren apartaments. Dels 328 habitatges principals, 228 estaven ocupats pels seus propietaris, 95 estaven llogats i ocupats pels llogaters i 6 estaven cedits a títol gratuït; 1 tenia una cambra, 16 en tenien dues, 40 en tenien tres, 71 en tenien quatre i 200 en tenien cinc o més. 258 habitatges disposaven pel capbaix d'una plaça de pàrquing. A 108 habitatges hi havia un automòbil i a 196 n'hi havia dos o més.

### Piràmide de població
La piràmide de població per edats i sexe el 2009 era:
| Homes | Edats   | Dones |
| ----- | ------- | ----- |
| 0     | 95 o +  | 0     |
| 4     | 90 a 94 | 0     |
| 4     | 85 a 89 | 0     |
| 0     | 80 a 84 | 4     |
| 12    | 75 a 79 | 16    |
| 4     | 70 a 74 | 16    |
| 12    | 65 a 69 | 0     |
| 12    | 60 a 64 | 12    |
| 8     | 55 a 59 | 8     |
| 20    | 50 a 54 | 12    |
| 28    | 45 a 49 | 36    |
| 48    | 40 a 44 | 44    |
| 36    | 35 a 39 | 24    |
| 32    | 30 a 34 | 36    |
| 28    | 25 a 29 | 32    |
| 12    | 20 a 24 | 8     |
| 40    | 15 a 19 | 48    |
| 44    | 10 a 14 | 52    |
| 44    | 5 a 9   | 36    |
| 32    | 0 a 4   | 12    |

## Economia
El 2007 la població en edat de treballar era de 606 persones, 480 eren actives i 126 eren inactives. De les 480 persones actives 453 estaven ocupades (243 homes i 210 dones) i 27 estaven aturades (7 homes i 20 dones). De les 126 persones inactives 36 estaven jubilades, 53 estaven estudiant i 37 estaven classificades com a «altres inactius».

### Ingressos
El 2009 a Brain-sur-Longuenée hi havia 328 unitats fiscals que integraven 986,5 persones, la mediana anual d'ingressos fiscals per persona era de 16.914 €.

### Activitats econòmiques
Dels 21 establiments que hi havia el 2007, 1 era d'una empresa de fabricació d'altres productes industrials, 4 d'empreses de construcció, 3 d'empreses de comerç i reparació d'automòbils, 4 d'empreses de transport, 2 d'empreses d'hostatgeria i restauració, 3 d'empreses de serveis, 1 d'una entitat de l'administració pública i 3 d'empreses classificades com a «altres activitats de serveis».
Dels 7 establiments de servei als particulars que hi havia el 2009, 1 era un guixaire pintor, 2 fusteries, 1 electricista, 2 perruqueries i 1 restaurant.
L'únic establiment comercial que hi havia el 2009 era una botiga d'equipament de la llar.
L'any 2000 a Brain-sur-Longuenée hi havia 37 explotacions agrícoles que ocupaven un total de 1.120 hectàrees.

## Equipaments sanitaris i escolars
El 2009 hi havia 2 escoles elementals.

## Poblacions més properes
El següent diagrama mostra les poblacions més properes.